# Diocese de Coxim
A Diocese de Coxim (em latim: Dioecesis Coxinensis) é uma circunscrição eclesiástica da Igreja Católica situada em Coxim, no estado brasileiro de Mato Grosso do Sul. Foi erguida pelo Papa Paulo VI em 3 de janeiro de 1978 como prelazia, seguindo o rito romano, e em 2002 se torna oficialmente diocese. A diocese está na dependência imediata da Arquidiocese de Campo Grande (unidade arquidiocesana desmembrada de Corumbá). 
Apoiada pelas comunidades religiosas presentes em Coxim, a diocese possui uma vasta rede de serviços de assistência social e de educação. A Diocese de Coxim tem São José como santo padroeiro.

## História
Até 1957, em todo o Estado de Mato Grosso do Sul, que naquela época fazia parte de Mato Grosso, havia uma só Diocese, a de Corumbá. Em 1977, chegou a Coxim o Frei Izidoro Bianchi como Cooperador. Frei Basílio teve o papel de preparar o ambiente para a futura Diocese de Coxim. Dada em Roma, junto de São Pedro no dia 3 de Janeiro de 1978 como Prelazia, originária do desmembramento da Diocese de Campo Grande. Tornou-se a nova Prelazia sufragânea da Sé Metropolitana de Cuiabá, da mesma maneira que o Prelado estará sujeito ao metropolita daquela Igreja. 
Em 13 de novembro de 2002 foi elevada a categoria de Diocese. 
Desde maio de 2000, o bispo de Coxim é o prelado brasileiro Antonino Migliore e atualmente a diocese abrange um total de 11 cidades. 

## Bispos
|        | Nome                                 | Período    | Notas                             |
| Bispos | Bispos                               | Bispos     | Bispos                            |
| ------ | ------------------------------------ | ---------- | --------------------------------- |
| 5º     | Otair Nicoletti                      | 2022-atual |                                   |
| 4º     | Antonino Migliore                    | 2000-2022  |                                   |
| 3º     | Osório Bebber, O.F.M.Cap.            | 1992-1999  | Nomeado Bispo de Joaçaba          |
| 2º     | Ângelo Domingos Salvador, O.F.M.Cap. | 1986-1991  | Nomeado Bispo de Cachoeira do Sul |
| 1º     | Clóvis Frainer, O.F.M.Cap.           | 1978-1985  | Nomeado Arcebispo de Manaus       |

## Território
A Diocese compreende os 11 municípios da região norte do Estado de Mato Grosso do Sul, no Brasil. Seu território é subdividido em 13 paróquias, abaixo listadas junto ao respectivo município:

### Coxim
- Catedral São José
- São Francisco das Chagas
- Nossa Senhora do Perpétuo Socorro

### Outras cidades
Rio Negro
- Nossa Senhora de Fátima

São Gabriel do Oeste
- Nossa Senhora Aparecida

- São Gabriel

Rio Verde de Mato Grosso
- Nossa Senhora Auxiliadora

Camapuã
- São João Batista

Figueirão
- Nossa Senhora da Abadia

Costa Rica
- Santo Antônio

Paraíso das Águas
- São João Maria Batista Vianney

Alcinópolis
- Nossa Senhora Aparecida

Pedro Gomes
- São Sebastião

Sonora
- Nossa Senhora Aparecida

## Estatística
A diocese termina o ano de 2004 com uma população de 130.000 e contava com 95 mil católicos, ou 73,1% do total.